# Itaguaçu
Itaguaçu là một đô thị thuộc bang Espírito Santo, Brasil. Đô thị này có diện tích 530,388 km², dân số năm 2007 là 13781 người, mật độ 25,98 người/km².